# Joseph Séka Séka
Joseph Séka Séka, né le 04 février 1953, est un médecin et professeur titulaire de chaire d’immunologie des universités. Par ailleurs, homme politique, il est parlementaire à l'Assemblée nationale de Côte d'Ivoire,.

## Biographie

### Vie professionnelle
Joseph Séka Séka est un universitaire, agrégé d’immunologie clinique et d’immunologie biologique. Il est Professeur titulaire de chaire d’immunologie des Universités. Il a siégé au poste de Conseiller technique au ministère de la famille, de la femme et de l’enfant ; puis occupé également les postes de Directeur du Centre régional des œuvres universitaires d’Abidjan (CROU-A) et Directeur du Cadre de vie au ministère de l’environnement. Le 10 juillet 2018, Joseph Séka Séka est nommé Ministre de l’environnement et du développement durable,. Il occupe cette fonction jusqu’en avril 2021.

### Parcours politique
Joseph Séka Séka prend la tête du Parti ivoirien des travailleurs (PIT) en août 2016, avant d'être destitué en septembre 2021.
Sous la bannière du Rassemblement des houphouëtistes pour la démocratie et la paix (RHDP), Joseph Séka Séka est élu député d’Abongoua, Bieby et Yakasse-attobrou, communes et sous-préfectures, en décembre 2016, puis reconduit à son poste aux élections législatives de mars 2021 . Il siège aussi au bureau du Conseil de la région de La Mé en tant que 2e Vice-Président . Il est membre du Conseil Économique, Social, Environnemental et Culturel en qualité de vice-président.